# تفجير معبد إكايانا 2013
تفجير معبد إكايانا 2013 كان هجومًا إرهابيًا وقع في جاكرتا عاصمة إندونيسيا في 4 أغسطس 2013 في الساعة 6:53 مساءً. استهدف ديرًا بوذيًا يدعى إيكايانا في جاكرتا. تسبب هذا القصف في إصابة ثلاثة أشخاص.